# Banie Mazurskie (gmina)
Pour les articles homonymes, voir Banie.
Banie Mazurskie est une gmina rurale du powiat de Gołdap, Varmie-Mazurie, dans le nord de la Pologne, à la frontière avec la Russie. Son siège est le village de Banie Mazurskie, qui se situe environ 20 km au sud-ouest de Gołdap et 113 km au nord-est de la capitale régionale Olsztyn.
La gmina couvre une superficie de 205,02 km2 pour une population de 3 920 habitants.

## Géographie
La gmina inclut les villages d'Antomieszki, Audyniszki, Banie Mazurskie, Borek, Brożajcie, Budziska, Czupowo, Dąbrówka Polska, Dąbrówka Polska-Osada, Grodzisko, Grunajki, Gryżewo, Jagiele, Jagoczany, Jeglewo, Kiermuszyny Wielkie, Kierzki, Klewiny, Kruki, Kulsze, Liski, Lisy, Maciejowa Wola, Miczuły, Mieczkówka, Mieczniki, Mieduniszki Małe, Mieduniszki Wielkie, Nowiny, Obszarniki, Radkiejmy, Rapa, Rogale, Różanka-Dwór, Sapałówka, Ściborki, Skaliszkiejmy, Śluza, Stadnica, Stare Gajdzie, Stary Żabin, Surminy, Szarek, Ustronie, Węgorapa, Widgiry, Wólka, Wróbel, Żabin, Żabin Graniczny, Żabin Rybacki, Zakałcze Wielkie, Zapały, Zawady, Ziemianki, Ziemiany
La gmina borde les gminy de Budry, Gołdap, Kowale Oleckie, Kruklanki et Pozezdrze. Elle est également frontalière de la Russie (oblast de Kaliningrad).